# William R. Sears
William Rees Sears (* 1. März 1913 in Minneapolis, Minnesota; † 12. Oktober 2002 in Tucson, Arizona) war ein US-amerikanischer Flugzeugingenieur und Experte für Aerodynamik.

## Leben
Sears studierte an der University of Minnesota mit dem Bachelor-Abschluss 1934 und bei Theodore von Kármán am Caltech (Guggenheim Aeronautical Laboratory, GALCIT), bei dem er 1938 promoviert wurde. Am Caltech leitete er auch ein Programm für Pilotenausbildung (er selbst erhielt dort seine Pilotenlizenz) und heiratete von Karmans Sekretärin Mabel Rhodes, mit der er einen Sohn und eine Tochter hatte. 1940 wurde er Assistant Professor am Caltech und wechselte 1941 als Ingenieur und Leiter von Aerodynamik und Testflugprogramm zu Northrop Aircraft, für die er schon vorher an der Universität gearbeitet hatte. 1946 ging er an die Cornell University als Gründer der Schule für Flugzeugtechnik. Er blieb bis 1963 deren Direktor und war dann Leiter des Center for Applied Mathematics an der Cornell. 1974 wechselte er an die University of Arizona, wo er 1978 emeritierte. Dort entwickelte er wie in Cornell unter anderem Windkanäle.
Bei Northrop entwickelte er in den 1940er Jahren das Experimentalflugzeug Northrop N-1M, ein Nurflügler und die Northrop P-61 (Black Widow). Er befasste sich mit insbesondere mit Tragflügeltheorie, insbesondere seine Arbeit begonnen in seiner Dissertation über Oszillationen von Tragflügeln in idealem Windstrom (Karman-Sears-Theorie), und kompressibler Strömung um Rotationskörper.
1992 erhielt er den Hydrodynamik-Preis der American Physical Society und er erhielt 1974 den Ludwig-Prandtl-Ring und er erhielt die Guggenheim Medal. Er war Mitglied der National Academy of Sciences (1974), der American Academy of Arts and Sciences (1958) und der National Academy of Engineering. Er war Ehren-Fellow des American Institute of Aeronautics and Astronautics und Ehrendoktor der University of Arizona.
1994 erschien seine Autobiographie (Stories from a 20th century life, Parabolic Press). Er war Amateurmusiker, der sein College teilweise als Schlagzeuger in Tanz- und Jazz-Bands verdiente, im Pasadena Symphony and Pops Orchestra mehrere Jahre Pauke spielte und später an der Universität Blockflöte in Gruppen für mittelalterliche Musik.

## Schriften
- General theory of high speed aerodynamics, Princeton University Press 1954
- Introduction to theoretical aerodynamics and hydrodynamics, American Institute of Aeronautics and Astronautics, Reston, Virginia 2011
- The airplane and its components, Wiley, Chapman and Hall 1942
- Small perturbation theory, Princeton University Press 1960
- Collected Papers erschienen bei Cornell University Press 1973, 1997